# Sân bay Caen – Carpiquet
Sân bay Caen – Carpiquet (tiếng Pháp: Aéroport de Caen - Carpiquet) (IATA: CFR, ICAO: LFRK) là một sân bay ở Carpiquet, 6 km về phía tây Caen, cả hai đều là thị trấn thuộc tỉnh Calvados, trong vùng Normandie, Pháp.

## Các hãng hàng không và tuyến bay
- Air France
  - Air France cung ứng bởi Brit Air (Lyon, Nice [theo mùa])
- Airlinair
  - Airlinair cung ứng bởi Chalair Aviation (Paris-Orly)